# Осовець (Мазовецьке воєводство)
Осовець (пол. Osowiec) — село в Польщі, у гміні Жаб'я Воля Ґродзиського повіту Мазовецького воєводства.
Населення — 796 осіб (2011).
У 1975-1998 роках село належало до Скерневицького воєводства.

## Демографія
Демографічна структура станом на 31 березня 2011 року:
|          | Загалом | Допрацездатний вік | Працездатний вік | Постпрацездатний вік |
| -------- | ------- | ------------------ | ---------------- | -------------------- |
| Чоловіки | 398     | 123                | 248              | 27                   |
| Жінки    | 398     | 83                 | 244              | 71                   |
| Разом    | 796     | 206                | 492              | 98                   |